# Greenock Morton Football Club
Maillots
Actualités
Dernière mise à jour : 25 août 2009.
Le Greenock Morton Football Club est un club écossais de football basé à Greenock. Fondé sous le nom de Morton Football Club en 1874 (ce qui en fait l'un des plus anciens clubs écossais), il est renommé Greenock Morton en 1994, pour les 120 ans du club.

## Historique
- 1874 : fondation du club
- 1894-1895 : participation à la Renfrewshire League
- 1898-1907 : participation à la Glasgow and West of Scotland League
- 1900 : 1re participation au championnat de 1re division (saison 1900/01)
- 1968 : 1re participation à une coupe d'Europe (C3, saison 1968-1969)

## Palmarès
- Championnat d'Écosse de deuxième division (6)
  - Champion : 1950, 1964, 1967, 1978, 1984, 1987

- Championnat d'Écosse de troisième division (3)
  - Champion : 1995, 2007, 2015

- Championnat d'Écosse de quatrième division (1)
  - Champion : 2003

- Coupe d'Écosse (1)
  - Vainqueur : 1922
  - Finaliste: 1948

- Coupe de la Ligue écossaise
  - Finaliste : 1964

- Scottish Challenge Cup
  - Finaliste : 1993

- Southern League Cup
  - Finaliste : 1941-1942

- Glasgow and West of Scotland League (2)
  - Vainqueur : 1900, 1901

- Renfrewshire League (1)
  - Vainqueur : 1895

- Tennents' Sixes
  - Finaliste : 1985

## Joueurs emblématiques
- Alan Combe
- Jimmy Cowan
- Joe Harper
- David Harvey
- Jim Herriot
- Colin Jackson
- Derek Lilley
- Mark McGhee
- Neil Mochan
- Harry Rennie
- Andy Ritchie

## Entraîneurs
- 1908-1927 :  Bob Cochrane
- 1939-1955 :  Jimmy Davies
- 1961-1972 :  Hal Stewart
- 1976-1983 :  Benny Rooney
- 1983-1984 :  Tommy McLean
- 1985-1997 :  Allan McGraw
- 2001-2002 :  Peter Cormack
- 2004-2008 :  Jim McInally
- 2014-2018 :  Jim Duffy
- 2018 :  Ray McKinnon
- 2018-2019 :  Jonatan Johansson
- depuis 2019[3] :  David Hopkin